# Флорал-Парк (Нью-Йорк)
Флорал-Парк (англ. Floral Park) — селище (англ. village) в США, в окрузі Нассау штату Нью-Йорк. Населення — 16 172 особи (2020).

## Географія
Флорал-Парк розташований за координатами 40°43′19″ пн. ш. 73°42′10″ зх. д. / 40.72194° пн. ш. 73.70278° зх. д. (40.721952, -73.702824).  За даними Бюро перепису населення США в 2010 році селище мало площу 3,71 км², з яких 3,67 км² — суходіл та 0,03 км² — водойми.

## Демографія
Згідно з переписом 2010 року, у селищі мешкали 15 863 особи в 5680 домогосподарствах у складі 4209 родин. Густота населення становила 4281 особа/км².  Було 5909 помешкань (1595/км²).
Расовий склад населення:
| - 87,0 % — білих - 6,9 % — азіатів - 1,3 % — чорних або афроамериканців - 0,1 % — корінних американців - 2,6 % — осіб інших рас |

До двох чи більше рас належало 2,0 %. Частка іспаномовних становила 8,8 % від усіх жителів.
За віковим діапазоном населення розподілялося таким чином: 23,1 % — особи молодші 18 років, 62,1 % — особи у віці 18—64 років, 14,8 % — особи у віці 65 років та старші. Медіана віку мешканця становила 42,3 року. На 100 осіб жіночої статі у селищі припадало 95,1 чоловіків;  на 100 жінок у віці від 18 років та старших — 90,7 чоловіків також старших 18 років.
Середній дохід на одне домашнє господарство  становив 124 467 доларів США (медіана — 100 829), а середній дохід на одну сім'ю — 146 066 доларів (медіана — 122 090). Медіана доходів становила 75 290 доларів для чоловіків та 57 228 доларів для жінок. За межею бідності перебувало 2,7 % осіб, у тому числі 2,3 % дітей у віці до 18 років та 2,0 % осіб у віці 65 років та старших.
Цивільне працевлаштоване населення становило 8321 особа. Основні галузі зайнятості: освіта, охорона здоров'я та соціальна допомога — 30,6 %, фінанси, страхування та нерухомість — 14,1 %, науковці, спеціалісти, менеджери — 11,2 %.